# 에이사 얼 카터
에이사 얼 카터(Asa Earl Carter, 1925년 9월 4일 ~ 1979년 6월 7일)는 1950년대에 준동한 미국의 인종분리 정치활동가다. 앨라배마주 쿠 클럭스 클랜(KKK) 조직가였으며, 주류 KKK보다 더 과격하고 폭력적인 오리지널 쿠 클럭스 클랜 오브 더 컨페더러시의 지도자였다. 조지 월리스의 악명높은 1963년 “인종분리는 오늘도 내일도 영원할 것” 연설문을 작성한 것이 카터였다. 이후 카터는 월리스와 결별하고 극단적 백인우월주의자들을 대표해 1970년 앨라배마주 주지사 선거 민주당 경선에 출마했으나 4위로 낙선하였다.
정계 진출에 실패한 카터는 포레스트 카터(Forrest Carter)라는 가명으로 체로키족 혼혈을 사칭하여 서부소설가로 표변했다. 1972년작 『무법자 조시 웨일즈』는 1976년 클린트 이스트우드에 의해 영화화되고 미국 국립영화등기부에 등록되었으며, 1976년작 『내 영혼이 따뜻했던 날들』은 베스트셀러가 되었다.
1976년 《무법자 조시 웨일즈》 영화판이 성공하자 뉴욕 타임즈는 포레스트 카터가 사실 에이사 카터였음을 보도하였다. 이후 이 사실은 큰 주목을 받지 못하고 묻혀 있다가, 1991년 『내 영혼이 따뜻했던 날들』이 타임즈 베스트셀러가 되고 올해의 책(ABBY)을 수상하자 다시금 조명받게 되었다.